# بارني إيويل
بارني إيويل (بالإنجليزية: Barney Ewell)‏ هو عداء سريع أمريكي، ولد في 25 فبراير 1918 في هاريسبرج في الولايات المتحدة، وتوفي في 4 أبريل 1996 في لانكستر في الولايات المتحدة.

## وصلات خارجية
- بارني إيويل على موقع الاتحاد الأمريكي لسباقات المضمار والميدان، قاعة المشاهير (الإنجليزية)
- بارني إيويل على موقع أوليمبيديا (الإنجليزية)
- بارني إيويل على موقع الموسوعة البريطانية (الإنجليزية)